# Housko

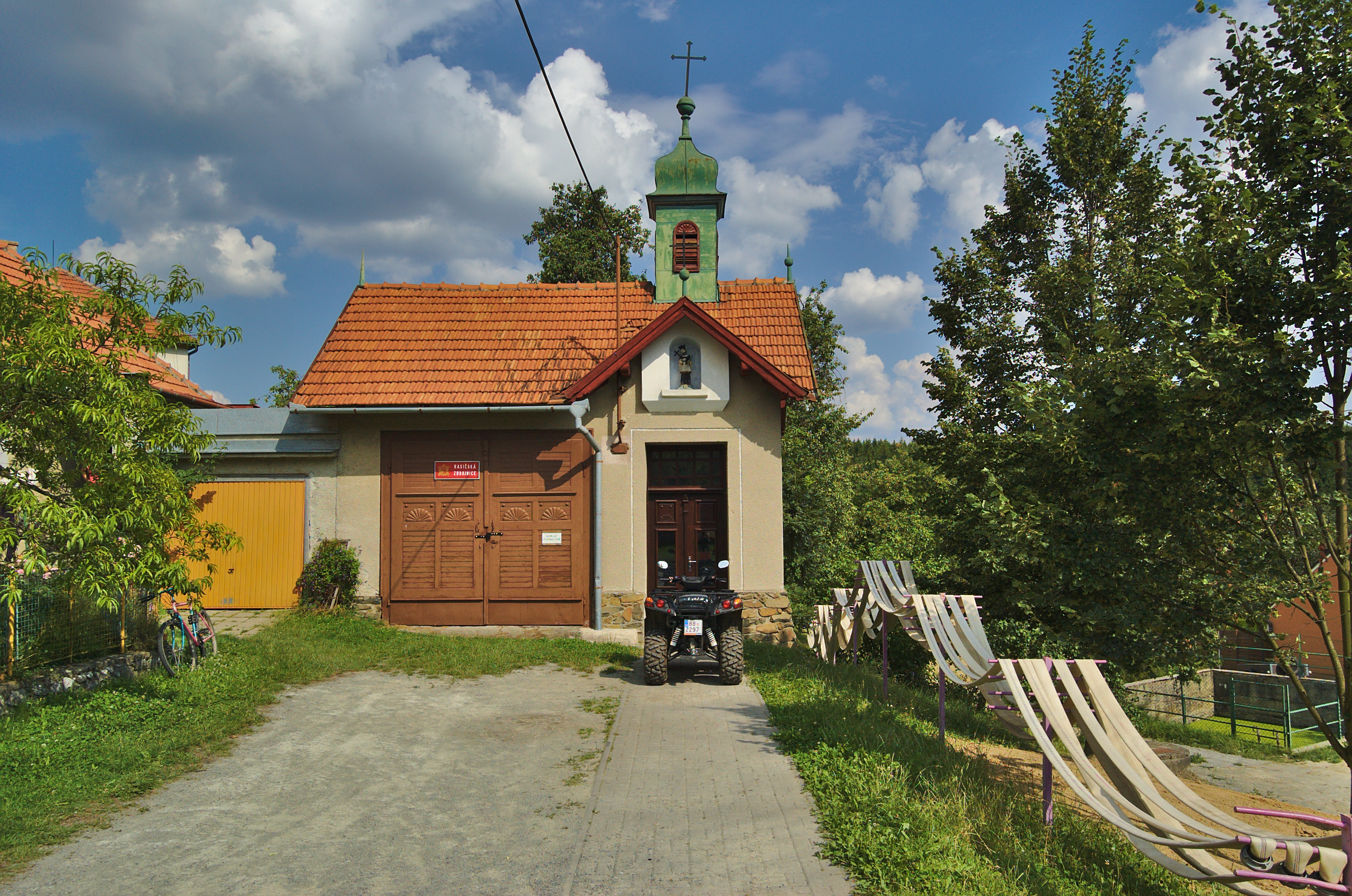
Spritzenhaus mit Kapelle

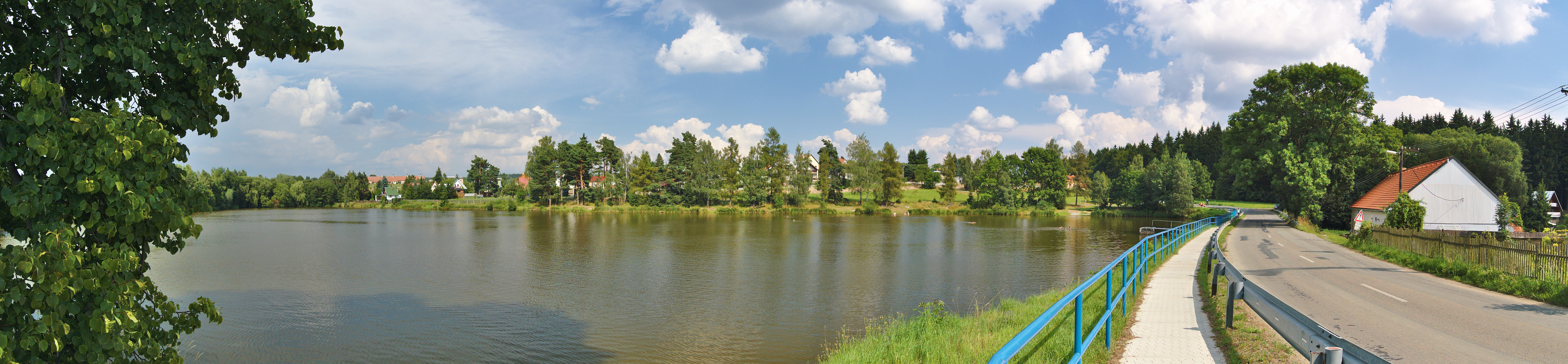
Teich Polačka, im Hintergrund Molenburk

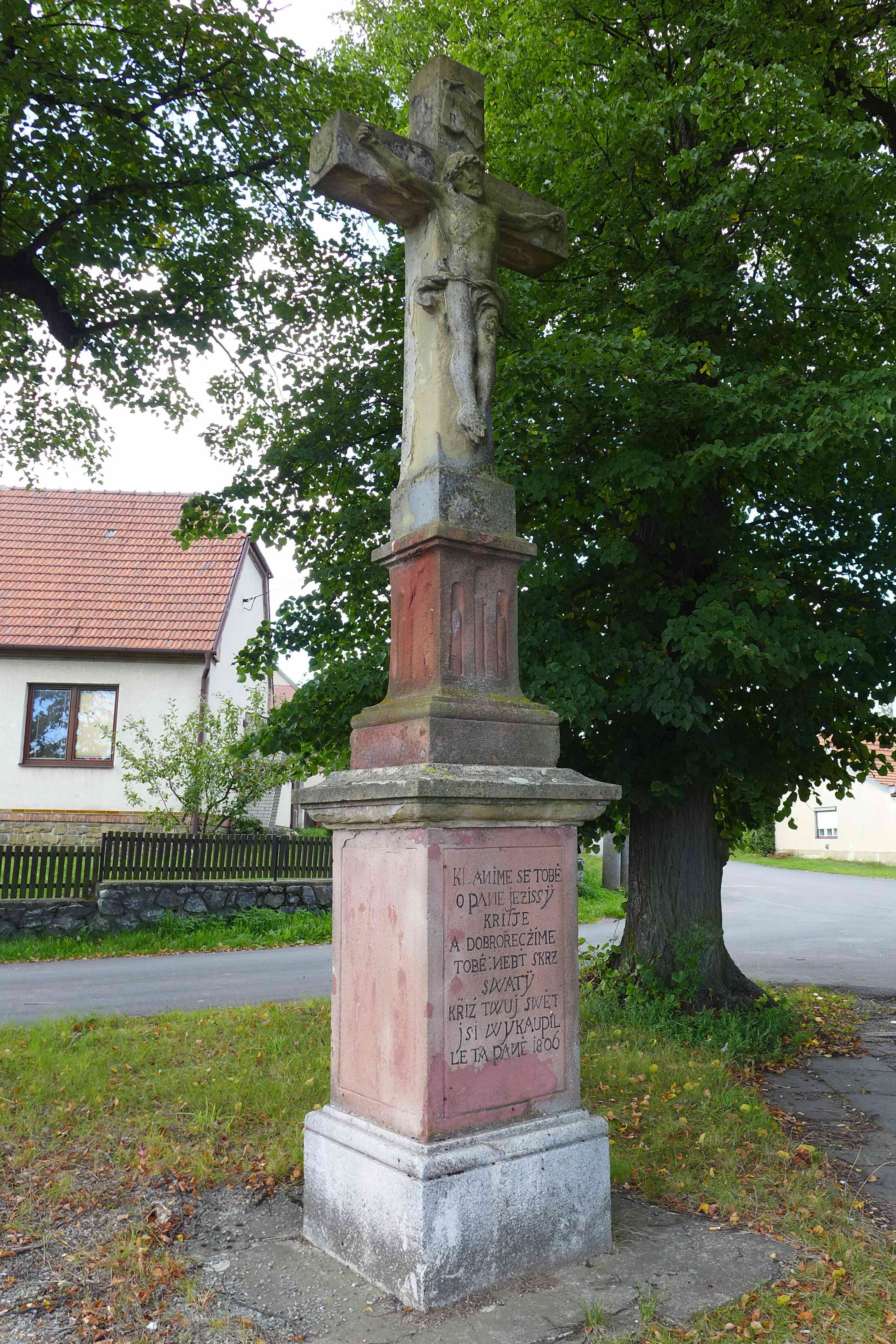
Steinernes Kreuz an der Staatsstraße

Housko (deutsch Hausko) ist ein Ortsteil der Gemeinde Vysočany in Tschechien. Er liegt 14 Kilometer nordöstlich von Blansko und gehört zum Okres Blansko.

## Geographie
Housko erstreckt sich rechtsseitig des Baches Bělička, der am nordöstlichen Ortsrand im Teich Polačka angestaut ist, im Drahaner Bergland. Nördlich erhebt sich die Havlenka (636 m. n.m.), im Südwesten die Helišova skála (613 m. n.m.) und nordwestlich die Vlčí skála (588 m. n.m.). Durch den Ort führt die Staatsstraße II/377 zwischen Plumlov und Rájec-Jestřebí.
Nachbarorte sind Obora im Norden, Protivanov und Repechy im Nordosten, Molenburk, Bílý Kříž und Otinoves im Osten, Odrůvky und Baldovec im Südosten, Lipovec im Süden, Holštejn, Šošůvka und Sloup im Südwesten, Žďár und Kuničky im Westen sowie Němčice, Ludíkov, Valchov, U Dvorku und Žďárná im Nordwesten.

## Geschichte

### Erloschenes Dorf
In der zweiten Hälfte des 13. Jahrhunderts wurde im Zuge der großen Kolonisation der Wälder des Drahaner Berglandes das zweireihige Waldhufendorf Hartwigschlag gegründet. Die erste schriftliche Erwähnung von Hartwigslog erfolgte 1349 in der Landtafel als Teil der Herrschaft Hohlenstein und bezieht sich auf einen bereits vor 1321 erfolgten Kauf. Zwei Jahrzehnte später findet sich das Dorf mit tschechischen Namen; 1371 wurde es als Hussy und 1385 als Husschie bezeichnet. Als Wok V. von Holstein 1437 die Herrschaft Hohlenstein an Hynek von Waldstein verkaufte, wurde das Dorf Husie mit der Pfarre, einer – wahrscheinlich der Jungfrau Maria geweihten – steinernen Kirche, dem Wald Podom und weiteren Wäldern sowie einem Teich als Zubehör genannt.
Das Dorf wurde um 1431 während der Hussitenkriege verwüstet und erlosch danach. Im Jahre 1455 wurde Husko als wüst und 1493 als niedergebrannt bezeichnet. Im Jahre 1564 verkauften die Brüder Jan und Bedřich von Zdenín die Herrschaft Hohlenstein mit allem Zubehör, darunter der Wüstung Husky, an den Besitzer der Herrschaft Raitz, Bernard Drnovský von Drnovec. Nach dem Aussterben des Geschlechts Drnovský von Drnovec wurde die Herrschaft 1661 den Freiherren von Rogendorf zugesprochen. Von sämtlichen 63 Ortswüstungen im Okres Blansko ist Husky das einzige Kirchdorf.
Die Wüstung befindet sich ca. einen Kilometer nördlich des heutigen Dorfes in der Feldflur U kostela bzw. U výhně auf dem Kataster von Molenburk. Der Überlieferung nach hatte der Ortsgründer von Molenburk den Wiederaufbau der hinter der Panská skála gelegenen Kirchenruine des wüsten Dorfes angedacht, wegen des hohen Aufwandes jedoch sein gelassen. In der Flur sollen Reste der Kirche noch bis zum Beginn des 19. Jahrhunderts sichtbar gewesen sein; die Bewohner der umliegenden Orte nutzten diese seit dem 18. Jahrhundert als Steinbruch zum Hausbau. Archäologische Untersuchungen erbrachten Fundstücke aus der Zeit zwischen der zweiten Hälfte des 13. Jahrhunderts und dem Anfang des 15. Jahrhunderts, darunter Schlüssel, Ketten und Äxte. Ebenso wurden Grundmauern der Kirche, die auf dem höchsten Punkt des Dorfes gestanden war, und die Reste des Friedhofes freigelegt.

### Heutiges Dorf
Zu Beginn des 18. Jahrhunderts ließ Karl Ludwig von Rogendorf auf Raitz in den Wäldern an der Bělička eine Glashütte errichten. Um die Glashütte entstand 1760 das neue Dorf Hausko. Ab 1763 waren die Altgrafen von Salm-Reifferscheidt Besitzer der Herrschaft Raitz. 1793 standen in Hausko 20 Häuser in denen 129 Menschen lebten. Haupterwerbsquellen bildeten der Ackerbau und die Hausweberei; später kam noch die Kalkbrennerei für die Fürstlich Salm’schen Eisenwerke in Blansko hinzu.
Im Jahre 1835 bestand das im Brünner Kreis gelegene Dorf Hausko aus 40 Häusern mit 250 mährischsprachigen Einwohnern. Im Ort gab es eine Mühle. Pfarr- und Schulort war Slaup, der Amtsort Raitz. Bis zur Mitte des 19. Jahrhunderts blieb Hausko der Allodialherrschaft Raitz untertänig.
Nach der Aufhebung der Patrimonialherrschaften bildete Housko / Hausko ab 1854 eine Gemeinde im Gerichtsbezirk Blansko. Zur selben Zeit wurde bei der Mühle auf der heute „Zouharůj důl“ genannten Flur ein zur Ziegelproduktion für den Bau der Kirche und des Pfarrhauses in Molenburk geeignetes Vorkommen von gelbem Lehm (žlutnice) gefunden. Unter Aufsicht des Müllers Zouhar fertigten von Ziegeleifachleuten angelernte Bewohner beider Dörfer über zehn Jahre zunächst Lehmziegel (vepřovice), später auch gebrannte Ziegel. Ab 1869 gehörte Housko zum Bezirk Boskowitz; zu dieser Zeit hatte das Dorf 336 Einwohner und bestand aus 44 Häusern. Nach der Fertigstellung der neuen Kirche und des Pfarrhauses in Molenburk wurde Housko 1877 nach Molenburk umgepfarrt. Die Ziegelproduktion war nach der Vollendung von Kirche und Pfarrhaus rückläufig; jedoch bestand bei den ärmeren Bewohnern beider Dörfer ein Bedarf an den preisgünstigeren Lehmziegeln. Nachdem 1893 Molenburk durch ein Großfeuer zur Hälfte niedergebrannt war, überstieg der Lehmziegelbedarf für den Wiederaufbau die Produktionskapazitäten. Der Müller Jan Zouhar  war nun die meiste Zeit mit der Ziegelproduktion beschäftigt; er konnte sich nicht mehr um den Erhalt der Mühle kümmern und verkaufte sie schließlich seinem Schwager Emanuel Král, der sie erneuerte und modernisierte. Die Familie Zouhar baute die Scheune bei der Mühle zum Wohnhaus aus und beschäftigte sich nun ausschließlich mit der Ziegelherstellung. Im Jahre 1900 hatte Housko 321 Einwohner, 1910 waren es 270. Die Gründung der Freiwilligen Feuerwehr erfolgte 1911. Durch starken Wind begünstigt, breitete sich 1914 ein Brand über das Dorf aus und zerstörte 14 Häuser. Drei Jahre später wurden erneut acht Häuser bei einem Großbrand vernichtet. Auch hier wurden Lehmziegel aus örtlicher Produktion zum Wiederaufbau verwendet. Später wurden sukzessive fast alle Holzhäuser in Housko durch Lehmziegelbauten ersetzt. Wegen des Arbeitsmangels unter den Einwohnern ließ die Gemeinde im Jahre 1918 die Bělička unterhalb des Teiches regulieren.
Nach dem Ersten Weltkrieg zerfiel der Vielvölkerstaat Österreich-Ungarn, das Dorf wurde 1918 Teil der neu gebildeten Tschechoslowakischen Republik. Im Zuge der Bodenreform kauften die Bewohner im Jahre 1920 die die herrschaftlichen Felder unterhalb des Wirtshauses. In dieser Zeit stiegen auch die vier Söhne des früheren Müllers Jan Zouhar in die Ziegelproduktion ein. Beim Zensus von 1921 lebten in den 47 Häusern von Housko 317 Tschechen. 1925 wurde die mit dem Spritzenhaus kombinierte Kapelle errichtet. Die Elektrifizierung erfolgte 1928. 1930 lebten in den 51 Häusern der Gemeinde 288 Menschen. An der Beseitigung der Schneebruchkatastrophe in den Wäldern arbeiteten ab Februar 1933 60 Holzfäller. Von 1939 bis 1945 gehörte Housko zum Protektorat Böhmen und Mähren. Während der deutschen Besetzung erfolgte 1940 der Beschluss zur Erweiterung des Schießplatzes Wischau zu einem großen Truppenübungsplatz der Wehrmacht. 1942 übersiedelten sechs Familien aus Hartmanice, das im zweiten Räumungsabschnitt lag, nach Housko. Zu den 33 für die Errichtung des Truppenübungsplatzes Wischau zu räumenden Dörfern gehörte in der dritten, bis 30. Oktober 1944 zu realisierenden Etappe auch Housko. Etwa die Hälfte der 328 Einwohner des aus 56 Häusern bestehenden Dorfes wurde zwangsausgesiedelt und auf verschiedene Gemeinden in Böhmen und Mähren verstreut; die Bewohner von 33 Häusern konnten in Housko bleiben. Das Wirtshaus von František Nezval wurde als Schulgebäude für eine Klasse der Molenburker Schule beschlagnahmt. Zu Beginn des Jahres 1945 waren in fast allen Häusern von Housko deutsche Soldaten untergebracht und das Dorf war voll mit Militärfahrzeugen, leichten und schweren Panzerwagen sowie Geschützen. Vor ihrem Abzug zerstörte die Wehrmacht sämtliches im Ort zurückgebliebenes Militärgut.
Nach dem Ende des Zweiten Weltkrieges wurde der Ort zwischen Ende Mai und Juni 1945 wieder besiedelt. Ein Teil der früheren Bewohner kehrte nicht zurück und zog stattdessen in die Grenzgebiete. Die Lehmziegelproduktion wurde nur kurzzeitig wieder aufgenommen. 1948 schlossen sich 29 Landwirte zu einer landwirtschaftlichen Genossenschaft zusammen; da dieser Wirtschaftsform nicht den Vorstellungen der kommunistischen Machthaber entsprach, wurde eine ergebnislose Versammlung zur Gründung einer JZD einberufen.
Im Jahre 1949 wurde die Gemeinde dem neugebildeten Okres Blansko zugeordnet. Die Gründung der JZD erfolgte schließlich 1950, wobei sich keines der sämtlich widerwilligen Mitglieder um den Vorsitz bewarb. Der Ziegeleibetrieb wurde 1957 noch einmal aufgenommen als Karel Zouhar sein Familienhaus baute; wegen des Baustoffmangels fertigte und brannte die Familie Zouhar die für den Hausbau benötigten 14.000 Steine selber. 1964 wurde Housko mit Molenburk zu einer Gemeinde Vysočany zusammengeschlossen. Im Jahre 2001 bestand das Dorf aus 74 Wohnhäusern, in denen 246 Menschen lebten.

## Ortsgliederung
Der Ortsteil bildet einen Katastralbezirk.

## Sehenswürdigkeiten
- Spritzenhaus mit Kapelle, erbaut 1925 mit Unterstützung durch Hugo Salm-Reifferscheidt-Raitz
- Denkmal für die Gefallenen des Ersten Weltkrieges
- Steinernes Kreuz an der Staatsstraße, geschaffen 1806
- Steinernes Kreuz im Ortszentrum
- Ehemalige Glashütte (Haus Nr. 14)